# Маликай
Маликай, Блок G (англ. Malikai) — нефтяное месторождение на шельфе штата Сабах Малайзии, близ г. Кота-Кинабалу. Открыто в 2004 году. Освоение начнется 2012 году.
Скважина пройдена на шельфе с глубинами моря около 550 м. Начальные запасы нефти оцениваются в 500 млн баррелей или 80 млн тонн.
Оператором месторождения является компания Shell (40 % капитала). Остальными 40 % владеет американская нефтяная компания ConocoPhillips и 20 % малайзийская компания Petronas.